# 코스모 석유 욧카이치 FC
코스모 석유 욧카이치 FC(일본어: コスモ石油四日市FC)는 일본 미에현을 연고지로 했던 옛 축구 클럽으로 과거 일본 사커 리그와 재팬 풋볼 리그에서 활동했었으며 김병수 현 연천 FC 총감독이 현역 시절 뛰었던 팀들 중 하나이기도 하다.

## 역대 선수
- 김병수(1989 ~ 1991)

## 같이 보기
- 비아틴 미에